# NGC 6711
NGC 6711 este o galaxie situată în constelația Dragonul. A fost descoperită în 5 august 1885 de către Lewis A. Swift.